# Bratsberg-Demokraten
Die Bratsberg-Demokraten (wörtlich: Der Bratsberger Demokrat) war eine norwegische Zeitung, die in Skien in der Telemark gedruckt wurde. Zwischen 1924 und 1929 hieß sie Telemark Kommunistblad.
Bratsberg-Demokraten wurde am 7. April 1908 als eine Zeitung der Arbeiderpartiet für die Telemark gegründet. Am 10. Januar 1921 fusionierte sie mit der Zeitung Nybrott und hieß fortan Folkets Dagblad, das nun als Regionalzeitung für die Telemark und Vestfold fungierte. Der Zusammenschluss wurde jedoch am 19. Mai 1922 wieder aufgehoben.
Im Jahre 1923 wurde die Zeitung von der Norges Kommunistiske Parti usurpiert. Im darauffolgenden Jahr wurde die Zeitung in Telemark Kommunistblad umbenannt. Die Herausgabe wurde am 28. Juni 1929 eingestellt.
Unter den bekanntesten Herausgebern der Zeitung findet sich Eivind Reiersen, der die Zeitung in den Jahren 1919–1921 und 1924–1928 herausgab.